# Santa Rita (Paraíba)
Santa Rita is een gemeente in de Braziliaanse deelstaat Paraíba. De gemeente telt 136.851  inwoners (schatting 2017).

## Aangrenzende gemeenten
De gemeente grenst aan Alhandra, Bayeux, Cabedelo, Capim, Conde, Cruz do Espírito Santo, João Pessoa, Lucena, Pedras de Fogo, Rio Tinto en Sapé.

## Verkeer en vervoer
De plaats ligt aan de noord-zuidlopende weg BR-101 tussen Touros en São José do Norte. Daarnaast ligt ze aan de wegen BR-230 en PB-004.
Bij Santa Rita ligt ook de Internationale Luchthaven João Pessoa-Bayeux.